# Krasna Polana (obwód charkowski)
Krasna Polana (ukr. Красна Поляна) – wieś na Ukrainie, w obwodzie charkowskim, w rejonie czuhujewskim, w hromadzie Zmijiw. W 2001 liczyła 426 mieszkańców, spośród których 91 wskazało jako ojczysty język ukraiński, 332 rosyjski, 1 bułgarski, a 2 ormiański.